# David e gli elfi
David e gli elfi (Dawid i Elfy) è un film del 2021 diretto da Michal Rogalski.

## Trama
Un elfo stanco e disilluso di nome Albert si rifugia nel mondo reale per cercare di vivere la magia del Natale grazie anche all'aiuto di un ragazzino di nome David con il quale farà amicizia.

## Distribuzione
Il film è stato distribuito sulla piattaforma Netflix a partire dal 6 dicembre 2021.